# Rolf Wuthmann
Rolf Wuthmann (26 de agosto de 1893-20 de octubre de 1977) fue un general alemán en la Wehrmacht durante la Segunda Guerra Mundial que comandó el IX Cuerpo de Ejército. Fue condecorado con la Cruz de Caballero de la Cruz de Hierro.
Wuthmann se rindió al Ejército Rojo en el curso de la ofensiva soviética de Zemland de 1945. Condenado como criminal de guerra en la Unión Soviética, fue retenido hasta 1955.

## Condecoraciones
- Cruz de Caballero de la Cruz de Hierro el 22 de agosto de 1944 como General der Artillerie y comandante del IX. Armeekorps[1]